# Нью-Йорк-Міллс (Нью-Йорк)
Нью-Йорк-Міллс (англ. New York Mills) — селище (англ. village) в США, в окрузі Онейда штату Нью-Йорк. Населення — 3244 особи (2020).

## Географія
Нью-Йорк-Міллс розташований за координатами 43°6′3″ пн. ш. 75°17′35″ зх. д. / 43.10083° пн. ш. 75.29306° зх. д. (43.100706, -75.293111).  За даними Бюро перепису населення США в 2010 році селище мало площу 3,06 км², уся площа — суходіл.

## Демографія
Згідно з переписом 2010 року, у селищі мешкало 3327 осіб у 1694 домогосподарствах у складі 812 родин. Густота населення становила 1089 осіб/км².  Було 1865 помешкань (610/км²).
Расовий склад населення:
| - 95,6 % — білих - 1,6 % — азіатів - 1,4 % — чорних або афроамериканців - 0,2 % — корінних американців |

До двох чи більше рас належало 1,0 %. Частка іспаномовних становила 2,3 % від усіх жителів.
За віковим діапазоном населення розподілялося таким чином: 17,9 % — особи молодші 18 років, 61,2 % — особи у віці 18—64 років, 20,9 % — особи у віці 65 років та старші. Медіана віку мешканця становила 42,3 року. На 100 осіб жіночої статі у селищі припадало 92,1 чоловіків;  на 100 жінок у віці від 18 років та старших — 90,6 чоловіків також старших 18 років.
Середній дохід на одне домашнє господарство  становив 42 405 доларів США (медіана — 32 383), а середній дохід на одну сім'ю — 61 322 долари (медіана — 44 565). За межею бідності перебувало 18,2 % осіб, у тому числі 19,6 % дітей у віці до 18 років та 15,2 % осіб у віці 65 років та старших.
Цивільне працевлаштоване населення становило 1301 особа. Основні галузі зайнятості: освіта, охорона здоров'я та соціальна допомога — 31,6 %, виробництво — 16,8 %, фінанси, страхування та нерухомість — 9,0 %, роздрібна торгівля — 8,7 %.